# Benoit Gignac
Benoit Gignac (né le 25 novembre 1955 à Montréal) est un spécialiste de communications et écrivain canadien. À titre d'écrivain, il rédige des biographies et des romans.

## Biographie
Fils de l'artiste Fernand Gignac, Benoit Gignac naît le 25 novembre 1955 à Montréal.
Il a travaillé plusieurs décennies en communications,.

## Œuvres
Non-fiction
- Le Destin Johnson, Stanké, 2007.  (ISBN 9782760410282) (sur une famille d'hommes politiques québécois, Daniel Johnson (père) et ses deux fils : Daniel Johnson (fils) et Pierre-Marc Johnson, tous trois Premiers Ministres du Québec)
- Fernand Gignac, mon père, Stanké, 2007.  (ISBN 9782760410534)
- Lucien Rivard, le caïd au cœur du scandale, Voix Parallèles, 2008.  (ISBN 9782923491097)
- Jean Drapeau, l'homme qui rêvait sa ville, Les éditions La Presse, 2007.  (ISBN 978-2-9236-8128-3)
- Québec 68, 2008. La Presse.  (ISBN 9782923194813) (chronique d'évènements québécois des années 1960 aux années 1970)
- Michèle Richard, dressée pour être star, Les éditions La Presse, 2011.  (ISBN 978-2-923681-86-3)
- Michel Louvain, l'homme sans âge, Caractère, 2014.  (ISBN 2896429549)
- (avec Monique F. Leroux) Ma vie en mouvement : l'histoire de la première femme à la tête du Mouvement Desjardins, Transcontinental, 2016.  (ISBN 9782897431006)

Par le biais de sa maison d'édition, Benoit Gignac publie une série policière au format électronique dont le personnage central est l'inspecteur Maurice Leblanc.
Série policière inspecteur Leblanc
- Pas de vacances pour Leblanc, Les Éditions à temps perdu, 2012.  (ISBN 2924238013)
- Vol à bord, Les Éditions à temps perdu, 2013.  (ISBN 9782924238035)
- Leblanc à l'hôpital, Les Éditions à temps perdu, 2013.  (ISBN 2924238080)
- Le Mort de l'île aux Chèvres, Les Éditions à temps perdu, 2014.  (ISBN 2924238099)
- Assassinat à l'aréna, Les Éditions à temps perdu, 2015.  (ISBN 2924238102)
- Leblanc chez les ancêtres, Les Éditions à temps perdu, 2016.  (ISBN 2924238110)
- Meurtre au 17ième trou, 2024. ( SBN 978898007347)
- Les chiens du chef d'orchestre, 2024.  (ISBN 978898007101[à vérifier : ISBN invalide])